# Munții Wallowa
Munții Wallowa reprezintă un masiv montan situat într-o regiune sălbatică din nordul statului Oregon.  Cele mai înalte piscuri sunt vârfurile Sacajawea și Matterhorn, ambele având altitudinea de aproape 3.000 de metri.
În centrul masivului muntos se află lacul omonim, Wallowa.  Zona aflată la sudul acestui lac este cunoscută ca fiind regiunea cea mai sălbatică din  Oregon, prezentând ghețari, canioane (Cheile Iadului de pe cursul râului Snake), locul numit Eagle Cap Wilderness și animale sălbatice precum puma și ursul negru.